# 장재모
장재모(張載模, 1883년 11월 7일~1945년 6월 7일)는 대한제국의 의병장이다.

## 생애
1908년 2월 전라남도 보성 동소산에서 안규홍 의진에 합류해 좌우익부장이 되어 보성을 중심으로 파청(巴靑), 진산(眞山), 원봉(圓峰) 등의 전라도 일대에서 활동했다.
이후 벌어진 일제의 의병운동에 대토벌전에 의해서 1909년 7월에 의진은 해산되었으며, 대한민국 정부는 그의 공훈을 기려 1990년에 건국훈장 애국장을 추서했다.